# Canarium rigidum
Canarium rigidum là một loài thực vật có hoa trong họ Burseraceae. Loài này được (Blume) Zipp. ex Miq. mô tả khoa học đầu tiên năm 1859.